# Медаль «Кавказ 1837 год»
Медаль «Кавказ 1837 год» — государственная награда Российской империи.

## Основные сведения
Медаль «Кавказ 1837 год» — медаль Российской империи для награждения жителей Кавказа, сопровождавших Николая I во время его поездки по Кавказу в 1837 году. Поездка императора происходила во время Кавказской войны. Учреждена медаль была по указу Николая I от 23 октября (4 ноября) 1837 года .

## Порядок награждения
Медалью награждали жителей Кавказского края, принимавших участие в конвоировании Николая I, почетном карауле, а также депутатов, представлявшихся императору во время его путешествия по Кавказу в 1837 году.

## Описание медали
Медаль сделана из серебра. Диаметр 28 мм. На лицевой стороне медали изображён портрет Николая I в профиль. Вдоль бортика по окружности надпись: «Б.М.НИКОЛАЙ I ИМП.ВСЕРОСС.». На оборотной стороне медали горизонтально расположена надпись в две строки: «КАВКАЗЪ 1837 ГОДЪ». Строки разделены двумя короткими чертами, разделёнными точкой. Над надписью — небольшая пятиконечная звезда. Было произведено 2847 награждений. На Санкт-Петербургском монетном дворе всего было отчеканено 3300 медалей: 1500 в декабре 1837 года и 1800 в сентябре 1838 года. Неиспользованные медали были сданы на переплавку.

## Порядок ношения
Медаль имела ушко для крепления к колодке или ленте. Носить медаль следовало на груди. Лента медали — Владимирская. 12 (24) сентября 1839 года указом  Николая I было разрешено сохранять медали в семье в случае смерти награждённого, что существенно отличалось от практики награждения в то время: обычно после смерти награждённого медали сдавали обратно в капитул орденов и медалей.

## Изображения медалей
- Аверс
- Реверс
- Лента